# E-Gov法令検索
e-Gov法令検索（イーガブほうれいけんさく）は、デジタル庁が電子政府政策の一環として、ウェブサイト上で提供する日本の法令の検索・閲覧システムである。従来は、総務省行政管理局が運営していたが、デジタル庁発足などにより2021年9月1日から、e-Govの整備、運営を行う組織が総務省行政管理局からデジタル庁に移管されたことに伴い、e-Govの一部であるe-Gov法令検索もデジタル庁へ移管された。
従来、国の法令データベースとしては、法令データ提供システムが2001年から公開されていたが、電子政府・オープンデータの新たなステップとして、法令データをより使いやすく、より身近なものにするためとして2017年6月26日からe-Gov法令検索が公開された。

## 歴史
現行の憲法・法律・政令・勅令・府令・省令・閣令・規則の内容などが検索・閲覧可能である。無償であり、ユーザー登録等も不要。2016年10月に本格運用を開始した「法制執務業務支援システム」、通称「e-LAWS（イーローズ）」において整備された約8,000以上の法令データ（憲法・法律・政令・勅令・府令・省令・閣令・規則）を、「e-Gov法令検索」として公開したもの。
なお、e-Gov法令検索の公開当初は、法令データ提供システムへのリンクが設けられ、「従来の「e-Gov法令データ提供システム」は、当面、これまでと同じURL＜http://law.e-gov.go.jp/＞で、e-Gov法令検索とともに、並行稼働します。」とされていたが、法令データ提供システムは2017年10月2日に稼働を停止し、e-Gov法令検索に自動的に移動するように設定された。さらに旧法令データ提供システムにアクセスするとe-Gov法令検索へリダイレクトする機能は、2018年10月17日より停止された。
2024年7月29日、e-Gov法令検索リニューアルがされた。画面デザインを変更し、2017年4月1日以降の規制履歴、新旧の参照、各条の規定を引用する法令の検索が可能になった。廃止法令や新規制定未施行法令の検索も拡充とされているが、廃止法令の検索は、トップ画面に案内がなく、操作の説明もない。トップ画面で検索式の入れずに検索を押すと、詳細検索の画面になる（これも説明がない。）が、そこで廃止法令をしていすれば廃止の一覧が得られる。

## 機能
電子政府・オープンデータ推進につなげていくため、各府省が確認した法令データを二次利用可能な標準データ形式であるXML形式で提供するとともに、外部アプリケーションからデータを利活用するためのAPI機能や、バルク機能（XML一括ダウンロード機能）も提供するなど従来の法令データ提供システムより機能が拡充されている。また閲覧時点で改正法令が公布されているが未施行の分について、従来の法令データ提供システムでは、改め文（『第OO条中、「Ａ」を「Ｂ」に改める。』のような条文）がそのまま掲載されていたが、e-Gov法令検索では、改正内容の反映された条文が施行予定日ごとに提供されている。
法令全般が完全に網羅されているわけではなく、公布文・署名・副署は省略されているが、法令データ提供システムでは省略されていた、別表・別記様式などのうち標準的な文字コードで表示が困難な図式・画像等についても収録されている。
法令データ提供システムと同じく、行政府として所管するものながら条約・訓令・告示は対象外とされている。このほか、立法府の所管する衆議院規則・参議院規則及び司法府の所管する最高裁判所規則も対象外となっている。
これら閲覧対象外の法規については、国立印刷局の官報ウェブサイト（日本国憲法下で官報に掲載されたもの全て。有料）、外務省のウェブサイト（一部の条約）、最高裁判所のウェブサイト（主な最高裁判所規則）などで閲覧可能である。
既に廃止され一定の時間を経ている法令、特定の法令の施行期日を定めている法令、他の法令を改正するための法令などの内容も閲覧対象外である。ただし、e-Gov法令検索の稼働開始以後においては、一部改正法令自体の収録がされているものがある。また、2017年4月1日（e-Gov法令検索運用開始）以降に、廃止、失効、実効性喪失の認定で削除した法令データの一覧が2018年9月3日から題名のみで条文へのリンクはない状態で掲載され、更に2019年4月2日から廃止法令の一覧が法令データを伴った状態で掲載されるようになった。
日本国憲法施行後に制定されたすべての法律は、衆議院のウェブサイトで閲覧可能である。

## 掲載の遅延、公式法令データの欠如とその改善
2022年までは、e-Gov法令検索には、次のような断り書きがあった。
法律と政令については所轄課が確認しない場合「法律及び政令のうち、各府省が確認に２か月以上要しているものについては、利用者の利便性の観点から、２か月経過した時点でe-Gov法令検索にデータを公開します。」とされている。この場合は「該当する法律及び政令には、条文表示画面に「所管課確認中」と表示しております。確認作業の完了見込み等については、各府省にご確認ください。具体的な課室名は「所管課確認中」の表示をクリックすることでご確認いただけます。」となっている。この扱いは府省令には適用されないため、所轄課が確認しない場合、改訂が放置されることになる。
また基本的に、日本に国民や各府省職員が無料で利用できる信頼性の高い公式法令データが存在しないという問題がある。
このような問題を踏まえて、内閣府に設置された規制改革・行政改革担当大臣直轄チームは、改善策
を策定し、2021年7月2日の河野内閣府特命担当大臣記者会見で発表した。改善点の中心は、データの編纂の主体を法務省に変更し、業務フローを抜本的に見直し、法律については、いままで、公布した後に官報のデータから法令データを作成していたものを大幅に前倒し、国会提出時にそのデータから作業することにより、国会による修正がなかった場合には、原則として公布と同日にe-LAWSを更新し、さらにe-GOVを更新するようにするというものである。いままでは各府省が法令の認証をしようというときには、もう既に人事異動が行われていて、法令の作成、改正を担当したチームは既に縮小、解散となっているケースが多々あり、e-LAWSのシステムを管理する総務省は、便宜上、この法律・政令の溶け込み案の作成を事業者委託により代行してたが、所管省庁にかわって法令を認証する権限はないわけため、所管省庁の認証が行われない場合には未認証と表示した上で、データを公開しておりました。
　今回の見直しによって、法律については、国会に提出する際の法令データを基に作成、掲載することになる。法案の提出から成立まで、一般に何か月かかかるので、その間に必要な作業が行えるということと、国会に法令を提出しておりますので、法令改正を担当するチームが残っており、各省の高い認証能力で認証することができる。法令編さんを所管する法務省が責任を持って整備をするということになりますので、今までとは打って変わって、しっかりとした法令データの提供ができるとしている。なおスケジュール的には2021年秋以降、法務省がデジタル庁、総務省と協力して、本格実施に向けた試行を行い、2022年4月から法務省が、一元的な整備を担うことと発表された。現在では、法務省が改正内容を反映させたデータを作成し、各府省等による確認を経て、デジタル庁が公開となっている。